# Kirovohradavia
Kirovohradavia is een Oekraïense luchtvaartmaatschappij met thuisbasis in Kropyvnytsky.

## Geschiedenis
Kirovohradavia werd opgericht in 1992 als Kirovograd Aviation Enterprise en volgde hierbij Aeroflots Kirovograd-divisie op. In 1998 werd de naam gewijzigd in Air Kirovograd en in 2003 werd de huidige naam ingevoerd.

## Vloot
De vloot van Kirovohradavia bestaat uit: (maart 2007)
- 3 Yakovlev Yak-40()